# Herrschaft Lengsfeld
Die Herrschaft Lengsfeld war eine Herrschaft der Herren von Boyneburg, die von 1701 bis 1802 reichsunmittelbar war. 
Das Gebiet gehörte als Patrimonialgerichtsamt ab 1816 zum Großherzogtum Sachsen-Weimar-Eisenach und wurde in Folge der Verwaltungs- und Gebietsreform des Großherzogtums im Jahr 1850 aufgelöst.

## Geographische Lage
Das Gebiet der Herrschaft Lengsfeld lag im Tal der unteren Felda zwischen Dermbach und Dorndorf in der thüringischen Rhön (Vordere Rhön). Der 714 Meter hohe Vulkankegel Baier liegt etwa vier Kilometer südöstlich von Stadtlengsfeld. Während seiner Zugehörigkeit zum Großherzogtum Sachsen-Weimar-Eisenach lag das Amt im Eisenacher Oberland.
Das Herrschaftsgebiet liegt heute im Westen des Freistaats Thüringen und gehört zum Wartburgkreis. 
Angrenzende Verwaltungseinheiten waren 
- das Amt Krayenberg (Herzogtum Sachsen-Eisenach) im Norden,
- das Amt Salzungen (teilweise Grafschaft Henneberg, nach 1680 Herzogtum Sachsen-Meiningen) im Osten,
- das Amt Fischberg (fuldisches Lehen der Grafschaft Henneberg, nach 1583 zeitweise zum Herzogtum Sachsen-Eisenach) im Süden,
- die Exklave Oechsen des hessen-kasselschen Amts Vacha im Südwesten,
- das Gericht Völkershausen (ab 1648 zur Landgrafschaft Hessen-Kassel) im Westen, und
- die Exklave Dietlas (Amt Salzungen, Herzogtum Sachsen-Meiningen) im Nordwesten.

## Geschichte

### Verwaltung durch die Herren von Frankenstein und die Herren von Lengsfeld
Vor 786 erwarb die Abtei Hersfeld Besitzungen in Lengsfeld. Dieses gab Lengsfeld wie andere Orte der Region als Lehen an die Herren von Frankenstein, eine Seitenlinie der Grafen von Henneberg. Zum Schutz ihrer zahlreichen Besitzungen im Feldatal veranlasste die Abtei in der Zeit um 1125 der Bau der Burg Lengsfeld. Als Burgmannen von Lengsfeld wurden von 1136 bis 1239 die sich nunmehr Herren von Lengsfeld nennenden hersfeldischen Ministerialen aus dem Geschlecht der Frankensteiner.

### Übernahme durch das Kloster Fulda um 1300
Nach dem Erlöschen der hersfeldischen Rechte erscheint die Burg Lengsfeld 1235 als Lehen des Klosters Fulda in der Hand der Herren von Frankenstein. In Folge von Auseinandersetzungen zwischen dem Kloster Fulda und den Frankensteinern wurde 1265 deren Stammburg Frankenstein von Abt Bertho von Fulda belagert und teilweise zerstört. 1295 eroberten Truppen des Königs Adolf die Burg ein weiteres Mal, wobei sie wohl erneut schwer beschädigt wurde. Durch diese Fehden verschuldeten sich die Frankensteiner sehr.
Nach dem Krieg König Adolfs gegen die Söhne des thüringischen Landgrafen Albrechts des Entarteten blieb Ludwig von Frankenstein, nun als Erbburgmann der Abtei Fulda, an der Lengsfelder Burg beteiligt. Schon 1308 erfolgte eine Verpfändung der Besitzungen im Feldatal auf zehn Jahre (Frankensteiner Abkommen mit Abt Heinrich von Fulda). 1317–1318 verkauft Ludwig von Frankenstein die Dörfer Haynau und Waldsassen im Burgbezirk von Lengsfeld, ferner Untersuhl und Ottershausen sowie Einkünfte am Gericht Dermbach. 1326 folgte der Verkauf von Burg und Stadt Lengsfeld an Fulda. 

### Verschiedene Besitzer im 14. und 15. Jahrhundert

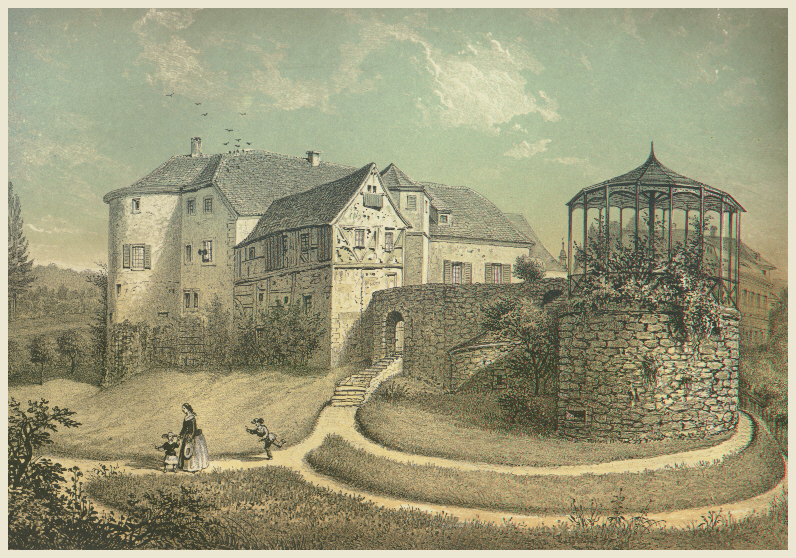
Burg Lengsfeld (um 1850)

Im 14. Jahrhundert erweiterten die Fuldaer Äbte die Burg Lengsfeld beträchtlich. Es entstanden nun vier Burgbezirke, die stets an verschiedene Burgmannenfamilien ausgegeben wurden. Die Fuldaer Äbte überführten so die Burganlage in eine Ganerbenburg. Zusätzlich zogen auf Betreiben der Fuldaer Äbte weitere Ritter in die 1359 als Marktsiedlung privilegierte Ortschaft Lengsfeld und erbauten dort befestigte Burgsitze. Sinn dieser Politik war es wohl, diese wichtige Burg an möglichst viele Teilhaber zu geben, um sie an sich zu binden und die Vorherrschaft einer Familie zu unterbinden. 
Aufgrund der Vielzahl der beteiligten Parteien kam es häufig zu Streitigkeiten um Verkauf und Tausch von Anteilen. Zudem erhielten im 15. Jahrhundert Fuldas Rivalen, die Grafen von Henneberg und die Wettiner, welche seit dem Aussterben der Ludowinger 1247 auch Thüringer Landgrafen waren, durch geschicktes Paktieren mit einzelnen Familien eigene Rechte an der Burg, diese versuchte Fulda zwar mit harter Hand abzuwehren, was schließlich zum Abfall der meisten Ganerben von Fulda führte, die sich mehrheitlich an die Grafen von Henneberg annäherten.

### Herren von Boyneburg ab 1523 und reichsfreie Herrschaft Lengsfeld 1701–1802
Der Hofmarschall des Fürstabtes von Fulda, Phillip von Herda, war nach 1444 durch Zukäufe rasch zum größten Grundbesitzer in Lengsfeld aufgestiegen. Er nutzte dabei verwandtschaftliche Beziehungen zum Abt und konnte so seine Erwerbspläne ungehindert umsetzen. 
Über seine Enkeltochter gelangte der größte Teil der Lengsfelder Besitzungen (u. a. auch Weilar und Gehaus) durch Heirat im Jahr 1523 an den zeitweiligen landgräflich hessischen Hofrichter und Landhofmeister Ludwig I. von Boyneburg zu Gerstungen. Sein Sohn, Georg von Boyneburg-Lengsfeld, hessischer und sächsischer Rat, erwirkte als Dank für seine Verdienste 1548 auch die Stadtrechte für Lengsfeld von Kaiser Karl V. Bereits mit der Einführung der Reformation versuchten die Fuldaer Äbte ihre Besitzungen im Feldatal zu retten und die Boyneburger zu vertreiben. Diesen gelang es aber durch die Unterstützung der Grafen von Henneberg und der Landgrafen von Hessen sowie auf diplomatischen Weg geschickt alle Manöver der Fuldaer abzuwehren.
Ab 1600 begannen erneut umfangreiche Erneuerungen und Umbauten im Schlossbereich von Lengsfeld. Die einzelnen Bereiche der Burg und die im Umland in Weilar, Gehaus und anderen Orten vorhandenen Wirtschaftshöfe und Schlösser wurden bei jedem Erbgang auf die Familienzweige verteilt; diese bildeten innerhalb der Burg Lengsfeld eine Ganerbschaft. Während des Dreißigjährigen Krieges (1618–1648) wurde auch das Schloss Lengsfeld mehrfach eingenommen. Erst 1637 kamen Familienangehörige derer von Boyneburg zurück in den Ort. 1670 begann der Wiederaufbau des Schlosses, welches Wohnsitz der Familie wurde.
Die Herren von Boyneburg entfremdeten die ihnen verpfändete Stadt Lengsfeld der Abtei Fulda und machten sie zum Sitz einer seit 1701 endgültig von Fulda getrennten, reichsunmittelbaren Herrschaft. 1735 hatten Albert und Heinrich von Boyneburg an Fulda Forderungen zu begleichen, weshalb sie genötigt waren, einen Teil ihrer Besitzungen zu veräußern. Käufer war Freiherr Johann Heinrich von Müller, sachsen-coburg-meiningischer Geheimrat. Die Bedingung, dass das Kaufobjekt aus dem Lehensverband der gesamten Herren von Boyneburg ausgeschieden und freies Eigentum werde, wurde erfüllt. Somit hatte die reichsfreie Herrschaft nun zwei Familien zu Oberherren.

### Zugehörigkeit nach Auflösung der Herrschaft Lengsfeld 1802/03
Nach dem Reichsdeputationshauptschluss 1803 wurde die reichsfreie Herrschaft Lengsfeld mit Lengsfeld, Gehaus und Weilar und den umliegenden Weilern mediatisiert und wechselte dann, bedingt durch die Napoleonischen Kriege, in rascher Folge mehrmals ihren Landesherrn. 
Zunächst ging sie mit dem Großteil des bisherigen Hochstifts Fulda an Wilhelm Friedrich von Oranien-Nassau als Entschädigung für dessen seit 1801 französischen eroberten Gebiete der Niederlande.
1803 besetzte das Kurfürstentum Hessen eigenmächtig und für kurze Zeit das nunmehrige Amt, musste es aber unter Napoleons Druck wieder herausgeben. Nachdem Wilhelm Friedrich von Oranien als Befehlshaber einer preußischen Division nach der Schlacht bei Jena am 15. Oktober 1806 in Erfurt kapituliert hatte, erklärte ihn Napoleon seines Fürstentums verlustig.
Kurzzeitig gehörte das Amt Lengsfeld nunmehr wieder zum Kurfürstentum Hessen, das erneut von ihm Besitz ergriff. Bereits im August 1807 kam es aber mit dem gesamten von Napoleon annektierten Kurfürstentum Hessen zum neu geschaffenen Königreich Westphalen unter des Kaisers Bruder Jérôme. Als „Kanton Lengsfeld“ gehörte das Amt nun zum Distrikt Hersfeld des Departements der Werra.
1810 wurde der gesamte Kanton Lengsfeld Teil des neuen Großherzogtums Frankfurt. Nach der Völkerschlacht bei Leipzig besetzte Kurhessen 1814 das Gebiet zum dritten Mal. Dies wurde von den anderen Mächten für rechtswidrig erklärt.

### Zugehörigkeit zum Großherzogtum Sachsen-Weimar Eisenach ab 1816

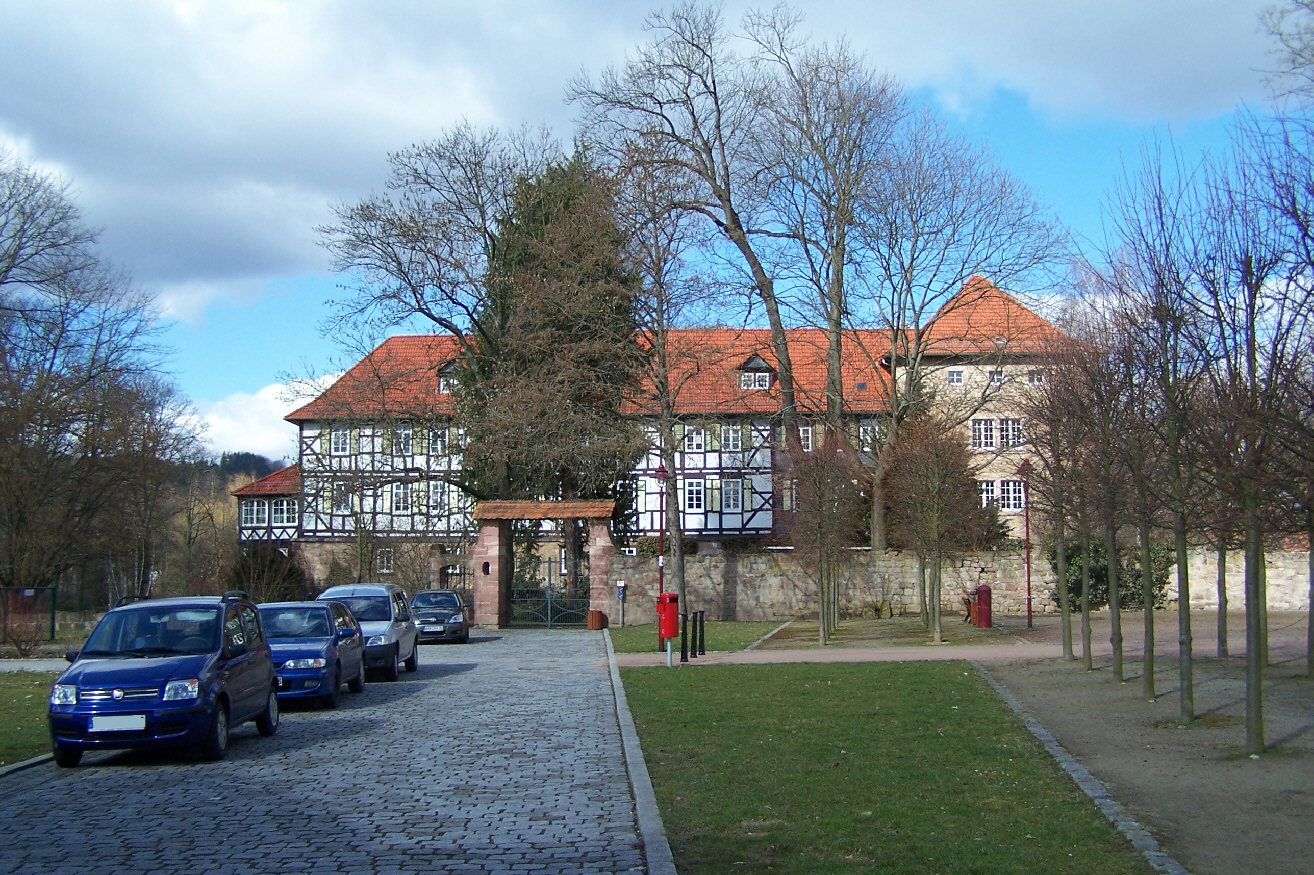
Die Burg Lengsfeld heute

Nach dem Wiener Kongress nahm Preußen das Fürstentum Fulda samt dem Amt Lengsfeld im Juli 1815 in Besitz. Per Staatsvertrag kam es dann im Februar 1816 als das „Großherzoglich-Freiherrlich von Boyneburg und von Müllersche Patrimonial-Amt Lengsfeld“ an das Großherzogtum Sachsen-Weimar-Eisenach. 1849/50 erfolgte im Großherzogtum die Trennung der Justiz von der Verwaltung. Das Amt Lengsfeld wurde mit anderen Ämtern der Rhön zum Verwaltungsbezirk Dermbach, der auch als IV. Verwaltungsbezirk bezeichnet wurde, mit Sitz in Dermbach zusammengelegt. Dieser umfasste den südlichen Teil des früheren Herzogtums Sachsen-Eisenach, welcher im 19. Jahrhundert auch als Eisenacher Oberland bezeichnet wurde. 
Der Amtsgerichtsbezirk Lengsfeld erhielt durch Auflösung des Justizamts Dermbach einige Orte von diesem. Im Jahr 1896 erfolgte die Umbenennung vom bisherigen Namen „Lengsfeld“ in „Stadtlengsfeld“.

## Zugehörige Orte
Stadt
- Lengsfeld

Dörfer und Einzelgüter
- Gehaus mit Hof Altenroth (Altenrode)
- Hohenwart
- Bayershof
- Fischbach (am Baier)
- Schwanenhof und Papiermühle
- Weilar

Burgen
- Burg Lengsfeld mit Vorwerk Menzengraben

## Besitzer von Herrschaft und Burg Lengsfeld bis 1802
- Herren von Frankenstein (bis 1295) und deren Burgmannen, die Herren von Lengsfeld (1136–1239)
- Kloster Fulda (1295 bis 1523) und verschiedene Ganerben und Burgmannen
- Herren von Boyneburg zu Gerstungen (1523–1802/03)

### Ganerben und Burgmannen im 14. Jahrhundert
- als Ganerben in Lengsfeld werden erwähnt:

- Apel von Reckrodt und dessen Erben
- Dizel Schade von Leipolds
- Paul von Herbilstadt (ab 1339)
- Ditzel von Pferdsdorf (ab 1339)

- als Burgmannen und Pfandinhaber werden erwähnt:

- von Bibra (1335)
- von Rannenberg (1335)
- von Blaufuss (1351)
- von Walrabe (1352)
- von Buttlar (1357)
- von Borsa (1361)
- von Taft (1444)

Zudem erhielten im 15. Jahrhundert die Grafen von Henneberg und die Thüringer Landgrafen, durch geschicktes Paktieren mit einzelnen Familien eigene Rechte an der Burg.